# Challenge Ciclista a Mallorca 2024
La 33.ª edición de la Challenge Ciclista a Mallorca fue una serie de carreras de ciclismo que se celebró en España entre el 24 y el 28 de enero de 2024, sobre un recorrido total de 150,1 kilómetros en la isla balear de Mallorca dividido en 5 días.
Las cinco carreras formaron parte del UCI Europe Tour 2024, calendario ciclístico de los Circuitos Continentales UCI, dentro de la categoría 1.1.

## Equipos participantes
Tomaron parte en la carrera 24 equipos: 9 de categoría UCI WorldTeam, 10 de categoría UCI ProTeam y 5 de categoría Continental. Los equipos participantes fueron:
| WorldTeams (8)- Arkéa-B&B Hotels - Bora-Hansgrohe - Cofidis - EF Education-EasyPost - Intermarché-Wanty - Movistar Team - Soudal Quick-Step - UAE Team Emirates ProTeams (10)- Burgos-BH - Caja Rural-Seguros RGA - Equipo Kern Pharma - Euskaltel-Euskadi - Lotto Dstny - Team Flanders-Baloise - Tudor Pro Cycling Team - Uno-X Mobility - VF Group-Bardiani CSF-Faizané - Polti Kometa Equipos continentales (5)- Illes Balears Arabay Cycling - Lidl-Trek Future Racing - Project Echelon Racing - Rembe Pro Cycling Team Sauerland - Team Storck-Metropol Cycling |
| |

## Clasificaciones finales
- Las clasificaciones finalizaron de la siguiente forma:

### Trofeo Calviá
| \| Clasificación general \| Clasificación general \| Clasificación general \| Clasificación general \| Clasificación general \| \| Ciclista \| Ciclista \| Equipo \| Tiempo \| \| \| --------------------- \| --------------------- \| ---------------------- \| --------------------- \| --------------------- \| \| 1.º \| Simon Carr \| EF Education-EasyPost \| 3 h 48 min 46 s \| \| \| 2.º \| Aleksandr Vlásov \| Bora-Hansgrohe \| + 0 s \| \| \| 3.º \| Brandon McNulty \| UAE Team Emirates \| + 27 s \| \| \| 4.º \| Alex Aranburu \| Movistar Team \| + 1 min 32 s \| \| \| 5.º \| Alberto Bettiol \| EF Education-EasyPost \| + 1 min 33 s \| \| \| 6.º \| Rui Alberto Costa \| EF Education-EasyPost \| + 2 min 03 s \| \| \| 7.º \| Marius Mayrhofer \| Tudor Pro Cycling Team \| + 2 min 03 s \| \| \| 8.º \| Hugo Page \| Intermarché-Wanty \| + 2 min 03 s \| \| \| 9.º \| Vincenzo Albanese \| Arkéa-B&B Hotels \| + 2 min 03 s \| \| \| 10.º \| Ilan Van Wilder \| Soudal Quick-Step \| + 2 min 03 s \| \| |                   |                        |                 |
| |                   |                        |                 |
| Fuente: ProCyclingStats |                   |                        |                 |
| Clasificación general |                   |                        |                 |
| Ciclista | Ciclista          | Equipo                 | Tiempo          |
| 1.º | Simon Carr        | EF Education-EasyPost  | 3 h 48 min 46 s |
| 2.º | Aleksandr Vlásov  | Bora-Hansgrohe         | + 0 s           |
| 3.º | Brandon McNulty   | UAE Team Emirates      | + 27 s          |
| 4.º | Alex Aranburu     | Movistar Team          | + 1 min 32 s    |
| 5.º | Alberto Bettiol   | EF Education-EasyPost  | + 1 min 33 s    |
| 6.º | Rui Alberto Costa | EF Education-EasyPost  | + 2 min 03 s    |
| 7.º | Marius Mayrhofer  | Tudor Pro Cycling Team | + 2 min 03 s    |
| 8.º | Hugo Page         | Intermarché-Wanty      | + 2 min 03 s    |
| 9.º | Vincenzo Albanese | Arkéa-B&B Hotels       | + 2 min 03 s    |
| 10.º | Ilan Van Wilder   | Soudal Quick-Step      | + 2 min 03 s    |

### Trofeo Alcudia
| \| Clasificación general \| Clasificación general \| Clasificación general \| Clasificación general \| Clasificación general \| \| Ciclista \| Ciclista \| Equipo \| Tiempo \| \| \| --------------------- \| --------------------- \| ----------------------------- \| --------------------- \| --------------------- \| \| 1.º \| Paul Magnier \| Soudal Quick-Step \| 3 h 55 min 03 s \| \| \| 2.º \| Alberto Dainese \| Tudor Pro Cycling Team \| + 0 s \| \| \| 3.º \| Luke Lamperti \| Soudal Quick-Step \| + 0 s \| \| \| 4.º \| Marijn van den Berg \| EF Education-EasyPost \| + 0 s \| \| \| 5.º \| Luca Colnaghi \| VF Group-Bardiani CSF-Faizanè \| + 0 s \| \| \| 6.º \| Davide Cimolai \| Movistar Team \| + 0 s \| \| \| 7.º \| Tim Torn Teutenberg \| Lidl-Trek Future Racing \| + 0 s \| \| \| 8.º \| Stefano Oldani \| Cofidis \| + 0 s \| \| \| 9.º \| David Martín Romero \| Team Polti Kometa \| + 0 s \| \| \| 10.º \| Alexander Kristoff \| Uno-X Mobility \| + 0 s \| \| |                     |                               |                 |
| |                     |                               |                 |
| Fuente: ProCyclingStats |                     |                               |                 |
| Clasificación general |                     |                               |                 |
| Ciclista | Ciclista            | Equipo                        | Tiempo          |
| 1.º | Paul Magnier        | Soudal Quick-Step             | 3 h 55 min 03 s |
| 2.º | Alberto Dainese     | Tudor Pro Cycling Team        | + 0 s           |
| 3.º | Luke Lamperti       | Soudal Quick-Step             | + 0 s           |
| 4.º | Marijn van den Berg | EF Education-EasyPost         | + 0 s           |
| 5.º | Luca Colnaghi       | VF Group-Bardiani CSF-Faizanè | + 0 s           |
| 6.º | Davide Cimolai      | Movistar Team                 | + 0 s           |
| 7.º | Tim Torn Teutenberg | Lidl-Trek Future Racing       | + 0 s           |
| 8.º | Stefano Oldani      | Cofidis                       | + 0 s           |
| 9.º | David Martín Romero | Team Polti Kometa             | + 0 s           |
| 10.º | Alexander Kristoff  | Uno-X Mobility                | + 0 s           |

### Trofeo Serra de Tramuntana (Lloseta-Lloseta)
| \| Clasificación general \| Clasificación general \| Clasificación general \| Clasificación general \| Clasificación general \| \| Ciclista \| Ciclista \| Equipo \| Tiempo \| \| \| --------------------- \| -------------------------- \| ---------------------- \| --------------------- \| --------------------- \| \| 1.º \| Lennert Van Eetvelt \| Lotto Dstny \| 3 h 34 min 43 s \| \| \| 2.º \| Aleksandr Vlásov \| Bora-Hansgrohe \| + 0 s \| \| \| 3.º \| Brandon McNulty \| UAE Team Emirates \| + 0 s \| \| \| 4.º \| Yannis Voisard \| Tudor Pro Cycling Team \| + 42 s \| \| \| 5.º \| Ilan Van Wilder \| Soudal Quick-Step \| + 52 s \| \| \| 6.º \| Lukas Nerurkar \| EF Education-EasyPost \| + 52 s \| \| \| 7.º \| Iván Romeo \| Movistar Team \| + 52 s \| \| \| 8.º \| Tobias Halland Johannessen \| Uno-X Mobility \| + 52 s \| \| \| 9.º \| Igor Arrieta \| UAE Team Emirates \| + 52 s \| \| \| 10.º \| Rune Herregodts \| Intermarché-Wanty \| + 1 min 32 s \| \| |                            |                        |                 |
| |                            |                        |                 |
| Fuente: ProCyclingStats |                            |                        |                 |
| Clasificación general |                            |                        |                 |
| Ciclista | Ciclista                   | Equipo                 | Tiempo          |
| 1.º | Lennert Van Eetvelt        | Lotto Dstny            | 3 h 34 min 43 s |
| 2.º | Aleksandr Vlásov           | Bora-Hansgrohe         | + 0 s           |
| 3.º | Brandon McNulty            | UAE Team Emirates      | + 0 s           |
| 4.º | Yannis Voisard             | Tudor Pro Cycling Team | + 42 s          |
| 5.º | Ilan Van Wilder            | Soudal Quick-Step      | + 52 s          |
| 6.º | Lukas Nerurkar             | EF Education-EasyPost  | + 52 s          |
| 7.º | Iván Romeo                 | Movistar Team          | + 52 s          |
| 8.º | Tobias Halland Johannessen | Uno-X Mobility         | + 52 s          |
| 9.º | Igor Arrieta               | UAE Team Emirates      | + 52 s          |
| 10.º | Rune Herregodts            | Intermarché-Wanty      | + 1 min 32 s    |

### Trofeo Andrach
| \| Clasificación general \| Clasificación general \| Clasificación general \| Clasificación general \| Clasificación general \| \| Ciclista \| Ciclista \| Equipo \| Tiempo \| \| \| --------------------- \| -------------------------- \| ---------------------- \| --------------------- \| --------------------- \| \| 1.º \| Pelayo Sánchez \| Movistar Team \| 3 h 44 min 52 s \| \| \| 2.º \| Marius Mayrhofer \| Tudor Pro Cycling Team \| + 0 s \| \| \| 3.º \| Aleksandr Vlásov \| Bora-Hansgrohe \| + 0 s \| \| \| 4.º \| Tobias Halland Johannessen \| Uno-X Mobility \| + 0 s \| \| \| 5.º \| Ilan Van Wilder \| Soudal Quick-Step \| + 0 s \| \| \| 6.º \| Benjamin Thomas \| Cofidis \| + 0 s \| \| \| 7.º \| Brandon McNulty \| UAE Team Emirates \| + 2 s \| \| \| 8.º \| Lennert Van Eetvelt \| Lotto Dstny \| + 2 s \| \| \| 9.º \| Marc Soler \| UAE Team Emirates \| + 2 s \| \| \| 10.º \| Alberto Bettiol \| EF Education-EasyPost \| + 13 s \| \| |                            |                        |                 |
| |                            |                        |                 |
| Fuente: ProCyclingStats |                            |                        |                 |
| Clasificación general |                            |                        |                 |
| Ciclista | Ciclista                   | Equipo                 | Tiempo          |
| 1.º | Pelayo Sánchez             | Movistar Team          | 3 h 44 min 52 s |
| 2.º | Marius Mayrhofer           | Tudor Pro Cycling Team | + 0 s           |
| 3.º | Aleksandr Vlásov           | Bora-Hansgrohe         | + 0 s           |
| 4.º | Tobias Halland Johannessen | Uno-X Mobility         | + 0 s           |
| 5.º | Ilan Van Wilder            | Soudal Quick-Step      | + 0 s           |
| 6.º | Benjamin Thomas            | Cofidis                | + 0 s           |
| 7.º | Brandon McNulty            | UAE Team Emirates      | + 2 s           |
| 8.º | Lennert Van Eetvelt        | Lotto Dstny            | + 2 s           |
| 9.º | Marc Soler                 | UAE Team Emirates      | + 2 s           |
| 10.º | Alberto Bettiol            | EF Education-EasyPost  | + 13 s          |

### Trofeo Palma-Palma
| \| Clasificación general \| Clasificación general \| Clasificación general \| Clasificación general \| Clasificación general \| \| Ciclista \| Ciclista \| Equipo \| Tiempo \| \| \| --------------------- \| --------------------- \| ----------------------- \| --------------------- \| --------------------- \| \| 1.º \| Gerben Thijssen \| Intermarché-Wanty \| 3 h 09 min 11 s \| \| \| 2.º \| Alexander Kristoff \| Uno-X Mobility \| + 0 s \| \| \| 3.º \| Marijn van den Berg \| EF Education-EasyPost \| + 0 s \| \| \| 4.º \| Tim Torn Teutenberg \| Lidl-Trek Future Racing \| + 0 s \| \| \| 5.º \| Arnaud Démare \| Arkéa-B&B Hotels \| + 0 s \| \| \| 6.º \| Alberto Dainese \| Tudor Pro Cycling Team \| + 0 s \| \| \| 7.º \| Jarne Van de Paar \| Lotto Dstny \| + 0 s \| \| \| 8.º \| Daniel Babor \| Caja Rural-Seguros RGA \| + 0 s \| \| \| 9.º \| Yves Lampaert \| Soudal Quick-Step \| + 0 s \| \| \| 10.º \| Scott McGill \| Project Echelon Racing \| + 0 s \| \| |                     |                         |                 |
| |                     |                         |                 |
| Fuente: ProCyclingStats |                     |                         |                 |
| Clasificación general |                     |                         |                 |
| Ciclista | Ciclista            | Equipo                  | Tiempo          |
| 1.º | Gerben Thijssen     | Intermarché-Wanty       | 3 h 09 min 11 s |
| 2.º | Alexander Kristoff  | Uno-X Mobility          | + 0 s           |
| 3.º | Marijn van den Berg | EF Education-EasyPost   | + 0 s           |
| 4.º | Tim Torn Teutenberg | Lidl-Trek Future Racing | + 0 s           |
| 5.º | Arnaud Démare       | Arkéa-B&B Hotels        | + 0 s           |
| 6.º | Alberto Dainese     | Tudor Pro Cycling Team  | + 0 s           |
| 7.º | Jarne Van de Paar   | Lotto Dstny             | + 0 s           |
| 8.º | Daniel Babor        | Caja Rural-Seguros RGA  | + 0 s           |
| 9.º | Yves Lampaert       | Soudal Quick-Step       | + 0 s           |
| 10.º | Scott McGill        | Project Echelon Racing  | + 0 s           |